# Dream Team (film)
Dream Team (Les Seigneurs) è un film del 2012 diretto da Olivier Dahan.

## Trama
Patrick Orbéra è un'ex stella della Nazionale di calcio francese che, una volta conclusa la carriera, precipita nel tunnel dell'alcolismo. Questa situazione manda in crisi il rapporto con la sua famiglia, e culmina nell'aggressione a un arbitro durante una trasmissione televisiva. La separazione dalla moglie a questo punto è inevitabile e, per poter continuare a vedere sua figlia, Patrick è obbligato dal giudice a liberarsi dalla dipendenza dall'alcol e a trovarsi un lavoro stabile. Su quest'ultimo punto è il giudice stesso ad aiutarlo, trovandogli un impiego come allenatore della squadra di calcio dilettantistica di Île-Molène.
Sbarcato sull'isola, Patrick viene ospitato dal sindaco Titouan Legennec, che è anche il presidente della squadra e ha il compito di vigilare sulla condotta dell'ex giocatore. A questo punto, Patrick scopre che il suo incarico non è puramente sportivo: avrà infatti il compito di portare la squadra più avanti possibile in Coupe de France, in modo da salvare la fabbrica di sardine locale con i soldi dei premi partita. L'impresa però è ardua, avendo a disposizione una squadra di calcio formata da operai e pescatori, così Patrick decide di contattare alcuni ex compagni di nazionale per convincerli a unirsi a lui: il portiere Fabien Marandella, il difensore Wéké N'Dogo, il centrocampista Shaheef Berda, il fantasista Rayane Ziani e l'attaccante David Léandri. Anche se inizialmente alcuni faticano ad adattarsi al nuovo ambiente, la chiamata di Patrick rappresenta un'occasione di rivincita per tutti loro: N'Dogo infatti ha dovuto interrompere la carriera per problemi cardiaci, Berda entra ed esce dal carcere a causa delle risse in cui è puntualmente coinvolto, Ziani ha gravi problemi psicologici, Marandella è diventato cocainomane, e Léandri ha iniziato con scarso successo a fare l'attore teatrale, dopo aver sbagliato un rigore decisivo per la sua squadra.
Il Molène, così rinforzato, riesce ad avanzare in Coppa, ma al momento del sorteggio ha la sfortuna di pescare l'Olympique Marsiglia. In più, secondo i calcoli di Legennec, basteranno incassi e premi partita per salvare la fabbrica di sardine: sarà necessario anche eliminare i marsigliesi dalla competizione. La sfortuna sembra accanirsi contro la squadra di Patrick Orbéra, che un attimo prima di entrare in campo perde Ziani, vittima di un attacco di panico. A quel punto lo stesso Patrick si rimette in gioco e torna in campo: l'Olympique segna due reti in poco tempo, ma lui riesce ugualmente a guidare il Molène fino al pareggio. Si va ai calci di rigore, e ancora una volta il tiro decisivo è affidato a Léandri. L'attaccante tira e segna, ma siccome l'arbitro non aveva fischiato si ripete l'esecuzione; questa volta, Léandri sceglie di tirare a "cucchiaio" ma, come gli era già capitato in passato, il portiere evita di lasciarsi ingannare e blocca facilmente la palla. Il Molène è dunque eliminato e la fabbrica di sardine sarebbe condannata; viene però fuori che Legennec, poco prima dell'inizio della partita, aveva scommesso sulla vittoria dell'Olympique ai calci di rigore, guadagnando così la somma necessaria al salvataggio della fabbrica.

## Distribuzione
È stato distribuito in Italia il 20 giugno 2013.